# HMS York (90)
HMS York byl těžký křižník Britského královského námořnictva stejnojmenné třídy z období druhé světové války. Oba postavené křižníky této třídy byly zmenšenou a upravenou verzí těžkých křižníků třídy Dorsetshire. York se dal od sesterského Exeteru rozeznat podle palubní nástavby staršího typu, zatímco u Exeteru již byl použit její modernější design.
Křižník se v roce 1940 účastnil neúspěšné obrany Norska a poté pomáhal s evakuací spojeneckých vojáků z přístavu Namsos. Poté operoval ve Středomoří. York byl 26. března v zátoce Suda na Krétě vážně poškozen italskými výbušnými čluny MT. Loď dosedla na mělké dno a jelikož nebylo v britských silách ji zachránit, do 22. května ji zneškodnili britské demoliční čety. Po válce byla sešrotována.